# Before Breakfast
Before Breakfast er en amerikansk stumfilm fra 1919 af Hal Roach.

## Medvirkende
| Skuespiller  | Rolle |
| ------------ | ----- |
| Harold Lloyd |       |
| Snub Pollard |       |
| Bebe Daniels |       |
| Sammy Brooks |       |
| Lew Harvey   |       |
| Noah Young   |       |